# Loi visant à renforcer et garantir le maintien de l'ordre public lors des manifestations
Pour les articles homonymes, voir Loi anti-casseurs.
Lire en ligne

Sur Légifrance

La loi du 10 avril 2019 visant à renforcer et garantir le maintien de l’ordre public lors des manifestations, plus connue sous le nom de « loi anti-casseurs », est un texte législatif français.

## Élaboration de la loi

### Contexte
En réaction aux incidents qui ont eu lieu autour de la manifestation parisienne du 1er mai 2018, une proposition de loi est déposée par le groupe Les Républicains au Sénat.
Le 7 janvier 2019, après l’« acte 8 » des manifestations des Gilets jaunes, Édouard Philippe annonce une révision législative entourant la liberté de manifester.

### Débats parlementaires
La proposition de loi initiale est déposée au Sénat le 14 juin 2018 par le groupe Les Républicains, et adoptée le 23 octobre. 
Après remise à l’ordre du jour par le Gouvernement, la proposition de loi est discutée à l’Assemblée nationale du 29 janvier au 5 février 2019. Elle est réécrite au préalable par la commission des Lois,. Lors du scrutin sur l’ensemble du texte, cinquante députés de la majorité LREM s'abstiennent,. 
Le Sénat adopte la proposition de lois sans modification le 12 mars 2019.

### Décision du Conseil constitutionnel
Saisi par le président de la République Emmanuel Macron, ainsi que par soixante députés et soixante sénateurs, le Conseil constitutionnel, dans une décision rendue le 4 avril 2019 censure faute de garanties suffisantes, les dispositions relatives aux interdictions administratives de manifester figurant à l'article 3 de la proposition de loi (voir ci dessous).

#### Dispositions écartées ou censurées
La disposition la plus critiquée de la proposition de loi prévoyait la possibilité, pour le préfet, d’interdire « à toute personne à l’égard de laquelle il existe des raisons sérieuses de penser que son comportement constitue une menace d’une particulière gravité pour l’ordre public et qui soit s’est rendue coupable, à l’occasion d’une ou plusieurs manifestations sur la voie publique, [d’infractions], soit appartient à un groupe ou entre en relation de manière régulière avec des individus incitant, facilitant ou participant à la commission de ces mêmes faits », de prendre part à une manifestation.
Selon le député Charles de Courson, cette disposition, normalement du ressort d’un juge, est une dérive autoritaire, une atteinte à l'état de droit et à la séparation des pouvoirs comparable au « régime de Vichy »,, Pour l'avocat au barreau de Paris, maître Guillaume Jeanson, cette disposition est une atteinte à la liberté de manifester et la disposition « responsabilité collective », permettant de condamner les manifestants participant à des manifestations violentes même s'ils ne sont pas eux-mêmes violents, présente le risque de dangereuses dérives.
Jean-Marie Delarue, président de la Commission nationale consultative des droits de l'homme, estime que cette loi contribuerait à installer « une distinction entre le français ordinaire, qui a tous les droits, et le français suspect, qui a droit à des procédures particulières, à des juges particuliers » et que « cette dernière catégorie ne cesse de s’élargir ». Pour lui, la loi s'inscrirait dans un cadre plus général de restriction des libertés fondamentales en France. De même, l’avocat aux conseils François Sureau estime que cette loi interviendrait dans un « contexte général de détérioration de droit en France ». Selon lui en particulier, les dispositions antérieures à l’entrée en vigueur de cette loi auraient déjà suffi à permettre l’interpellation des auteurs d’infraction au sein ou en marge d’une manifestation. Il soutient dès lors que la loi viserait essentiellement à dissuader le citoyen d'user de sa liberté, en l'espèce de son droit de manifester.
Le Conseil constitutionnel a considéré que ces interdictions de manifestation portent une atteinte à la liberté d'expression protégée par la Déclaration des droits de l'homme qui n'est pas adaptée, nécessaire, et proportionnée,.

## Contenu de la loi

### Mesures de police administrative
Au titre des mesures de police administrative, le chapitre Ier de la loi prévoit :
- en son article premier, et afin de simplifier les formalités administratives de déclaration de manifestation, en réduisant de trois à un le nombre d'organisateurs devant signer la déclaration tout en supprimant l'obligation d'élection de domicile dans le département[15] ;
- en son article 2, de permettre, sous certaines conditions, à des officiers et, sous leur responsabilité, à des agents de police judiciaire, de procéder, sur les lieux d'une manifestation et à ses abords immédiats, à l'inspection visuelle et à la fouille de bagages ainsi qu'à la visite des véhicules circulant, arrêtés ou stationnant sur la voie publique ou dans des lieux accessibles au public. Les officiers sont autorisés, par réquisition écrite du procureur de la République à procéder à ces contrôles afin de rechercher les auteurs du délit de participation à une manifestation en étant porteur d'une arme prévu à l'article 431-10 du code pénal. Il appartient au procureur de la République de déterminer précisément, dans sa réquisition, le lieu et la durée des opérations de contrôle, en fonction de la manifestation attendue ;
- en son article 4, de mentionner parmi les peines inscrites au fichier des personnes recherchées (FPR) les interdictions de manifestation sur la voie publique.

### Dispositions pénales
Au titre des dispositions pénales, le chapitre II de la loi prévoit :
- en son article 6, la création d'un délit punissant d'un an d'emprisonnement et de 15 000 euros d'amende le fait pour une personne, au sein ou aux abords immédiats d'une manifestation sur la voie publique, au cours ou à l'issue de laquelle des troubles à l'ordre public sont commis ou risquent d'être commis, de dissimuler volontairement tout ou partie de son visage sans motif légitime. Selon une circulaire du ministre de l'intérieur en date du 12 avril 2019[16], l'objectif est à la fois de renforcer l'efficacité de la réponse pénale en rendant possible l'interpellation et le placement en garde à vue des auteurs de l'infraction, ce que la contravention existante ne permettait pas, ainsi que de renforcer la dissuasion par l'alourdissement de la peine encourue. Le Conseil constitutionnel, qui s'est prononcé sur cette disposition, a indiqué que la dissimulation du visage doit nécessairement s'entendre comme la circonstance dans laquelle une personne entend empêcher son identification par l'occultation de certaines parties de son visage ;
- en son article 7, l'extension du champ d'application des peines complémentaires encourues par ceux qui se rendent coupables de manifestation illicite ou de délits lors de manifestations ou de réunions publiques, en modifiant le régime de la peine complémentaire d'interdiction de participer à des manifestations sur la voie publique. Cet article permet également aux autorités judiciaires d'engager des procédures de traitement rapide pour faciliter la poursuite des infractions commises lors d'attroupements ;
- en son article 8, la possibilité pour le juge d'instruction ou le juge des libertés et de la détention, au titre du contrôle judiciaire, d'interdire à la personne mise en examen de participer à des manifestations sur la voie publique.

### Responsabilité civile
Le chapitre III de la loi introduit au sein du code de la sécurité intérieure une disposition prévoyant que l'État peut exercer une action récursoire contre les auteurs de dégâts et dommages causés lors d'attroupements.